# Narcotiques anonymes
Narcotiques anonymes est une association fonctionnant sous la forme de groupes de parole qui offrent aux usagers de drogues des services d'entraide et de limitation des risques sanitaires.

## Histoire
Narcotiques anonymes naît sous le nom Narcotics Anonymous aux États-Unis en 1953, par des membres d'Alcooliques anonymes qui ne s'identifient pas suffisamment aux alcooliques pour réussir le programme. Ils reprennent les douze étapes et douze traditions du programme des Alcooliques Anonymes.
Le programme s'étend à de nombreux pays, dont la France dans les années 1980. Il existe une convention européenne annuelle de l'organisation.

## Concept
L'organisation a une approche qui prend en considération la dimension collective de l'usage de drogues et considère que l'addiction est une maladie, cherchant donc le « rétablissement » des usagers. Elle se présente sous la forme de groupes de paroles proposant la fréquentation régulière de réunions et l'encouragement à l'abstinence de drogues et de toute substance psychotrope, incluant l'alcool et certains médicaments.
Il n'est pas obligatoire de parler au cours des réunions sauf pour se présenter, avec uniquement son prénom pour respecter l'anonymat,, mais les membres tendent à créer un lien social et à avoir des attentes informelles autour de la prise de parole. La présence aux réunions est, elle, obligatoire : c'est la seule façon d'intégrer le groupe. Il n'y a pas de cotisation ni d'engagement à prendre en dehors du désir d'arrêter de consommer des drogues.
Les réunions ont parfois lieu en ligne, avec un succès mitigé,.

## Démographie
La moyenne d'âge des membres est de 44 ans.